# Louis Blériot
Louis Blériot (n. 1 iulie 1872, Cambrai, Nord-Pas-de-Calais, Franța – d. 1 august 1936, Paris, Franța) a fost un aviator francez, inventator și inginer. În 1909, el a efectuat primul zbor complet deasupra unei întinderi mari de apă într-un aparat mai greu decât aerul, când a traversat Canalul Mânecii. Pentru această realizare el a primit un premiu de 1000 lire (5.000 dolari; SUA 1910). El este considerat prima persoană care a construit un monoplan funcțional. Blériot a fost un pionier al acrobațiilor aeriene.

## Primii ani

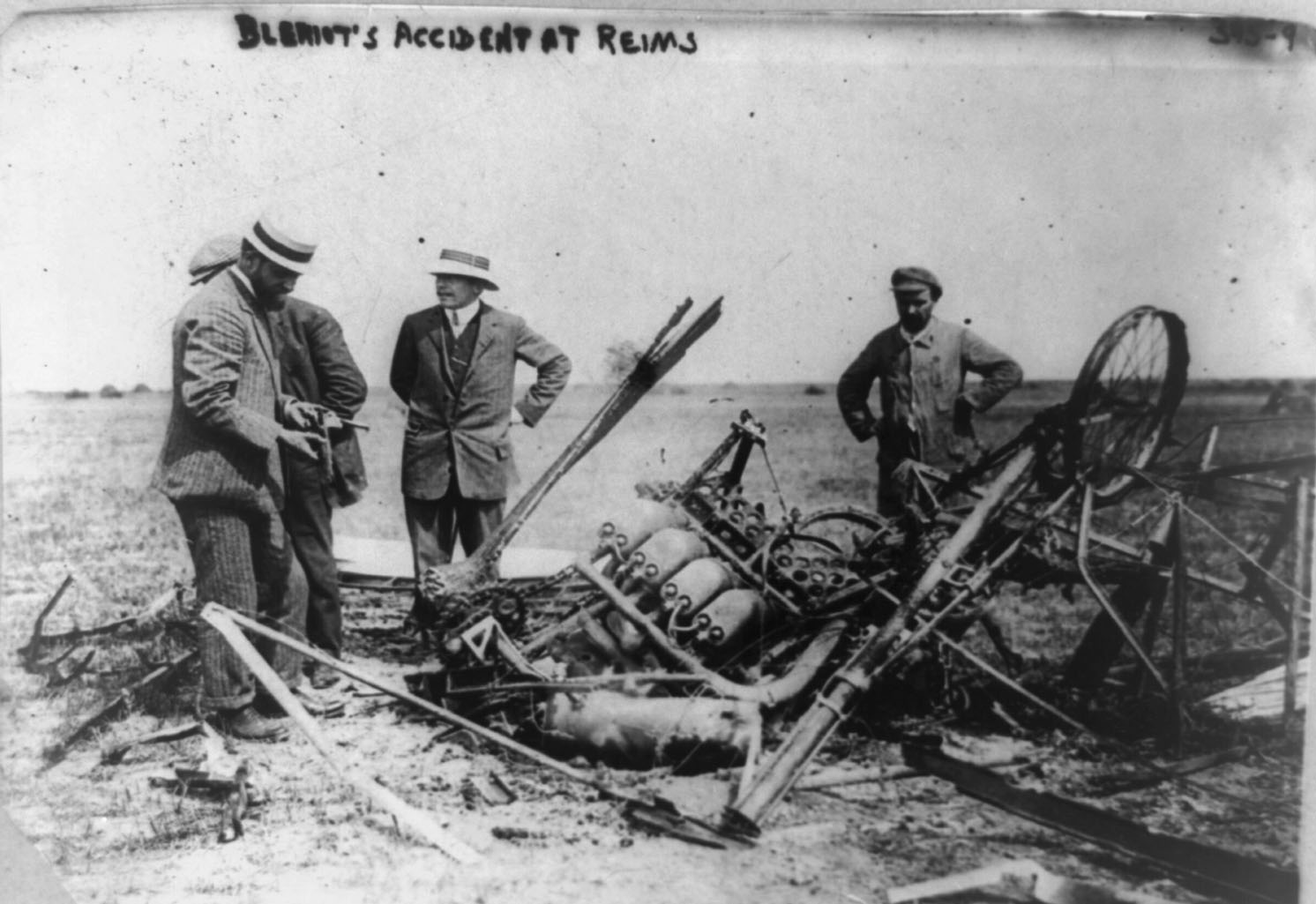
Resturi ale unuia din avioanele lui Blériot, mitingul aviatic de la Reims, august 1909.

Născut în satul Dehéries, lângă Cambrai, Blériot a studiat ingineria la École centrale de Paris. El a inventat farurile automobilelor și a pus bazele unei reușite afaceri cu faruri cu acetilenă, care i-a adus o mică avere.
Blériot și-a folosit banii din această afacere pentru a experimenta pe Râul Sena cu planoare remorcate, învățând despre aeronave și dinamica zborului. Interesul său față de aviație s-a manifestat și în 1900, când a construit un ornitopter care nu a reușit să decoleze.
Blériot și colaboratorul său Gabriel Voisin au format compania Blériot-Voisin. Activă între 1903 și 1906, compania a dezvoltat câteva proiecte de vehicule de zbor în final nereușite și periculoase, care i-au secătuit resursele financiare.
Blériot a părăsit compania și a început să-și realizeze propriile aeroplane, experimentând pe diferite modele și reușind în final să construiască primul monoplan din lume care s-a desprins de la sol, Blériot V. Cu toate acestea, monoplanul se prăbușea rapid la sol. În 1909, el a realizat modelul Blériot XI, care era mai stabil. Blériot a făcut primul zbor cu acest model pe 23 ianuarie 1909, iar ulterior l-a expus la Expoziția de Locomoție Aeriană de la Paris, din același an.
În 1909, aviatorul francez a participat la o demonstrație aviatică organizată pe suprafața cu iarbă a Hipodromului Băneasa.

## Traversarea Canalului Mânecii

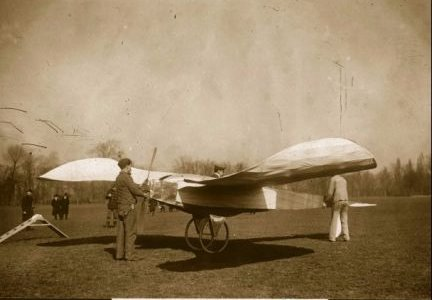
Primul monoplan funcțional, construit în ianuarie 1907

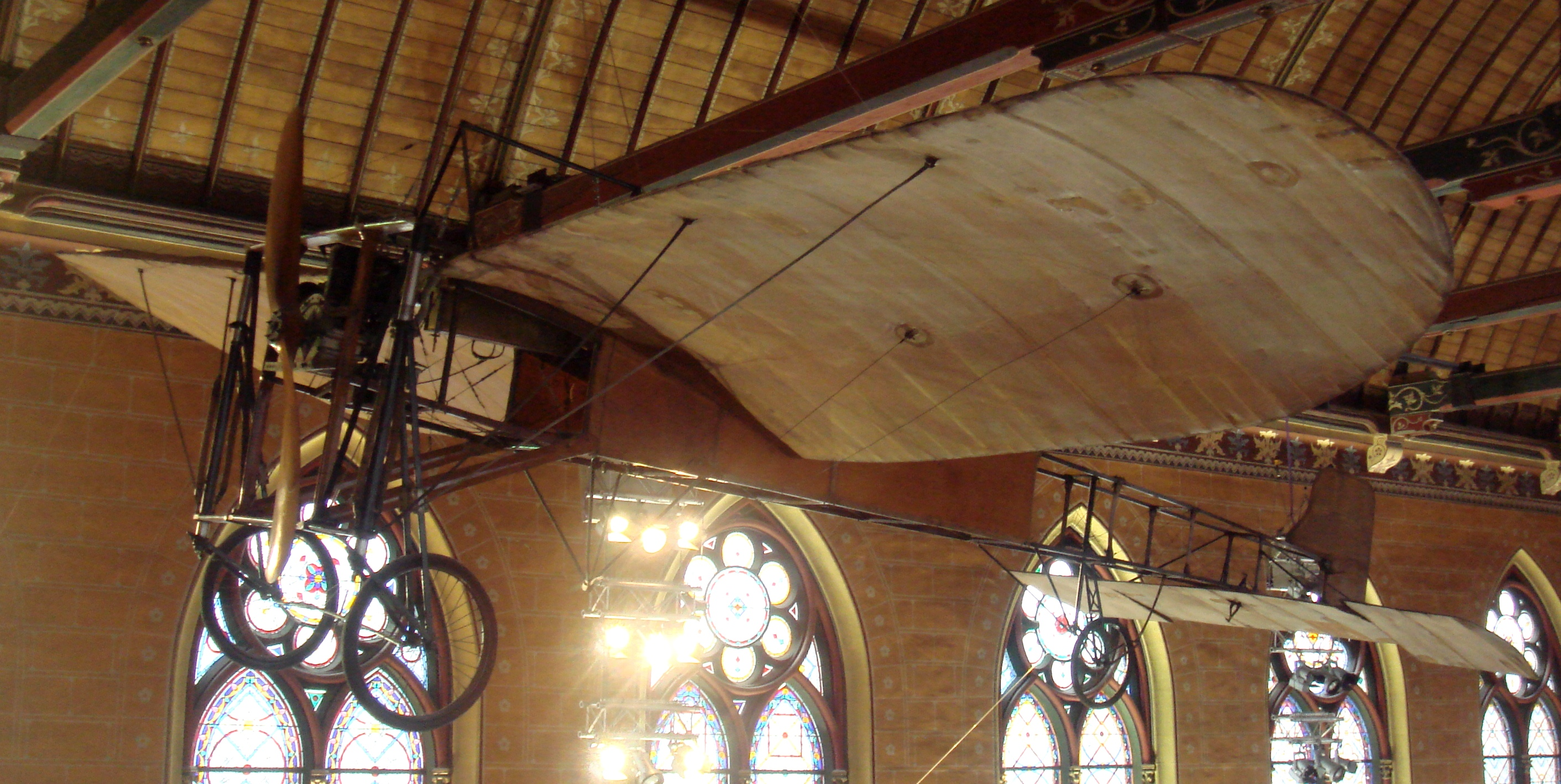
Blériot XI, aparatul cu care Blériot a traversat Canalul Mânecii în 1909. Muzeul de arte și meserii din Paris.

După ani în care și-a exersat îndemânarea de pilot, Blériot s-a decis să încerce să obțină premiul de 1.000 de lire oferit de ziarul londonez Daily Mail pentru cel care va reuși să traverseze cu un aparat de zbor Canalul Mânecii.
Blériot a avut doi rivali la câștigarea premiului, dar niciunul nu a reușit să termine traversarea. Unul dintre ei a fost Hubert Latham, un francez de origine engleză. Latham era susținut atât de către Regatul Unit cât și de Franța. El a sosit primul și a încercat să facă traversarea pe 19 iulie, dar la 6 mile (9,656064 km) de Dover, destinația sa, motorul aparatului de zbor Antoinette IV a cedat, iar Latham a fost obligat să execute prima aterizare de urgență pe mare din lume. Celălalt pilot a fost Charles de Lambert, un aristocrat rus de origine franceză și unul dintre elevii lui Wilbur Wright. Însă Lambert a fost rănit într-o prăbușire din timpul testelor de zbor, fiind silit să abandoneze competiția.
Pe 25 iulie 1909, cei trei rivali au sosit pe plaja orașului Calais din Franța.